# Szántay Jenő
Szántay Jenő (Vác, 1881. március 10.–Limanowa/Kis-Lengyelország, 1914. december 11.) magyar olimpikon, kardvívó sportágban, az 1908. évi nyári olimpiai játékokon a 4. helyen végzett. Az első világháborúban huszártisztként, századosként a császári és királyi 10. (Vilmos) huszárezredben egy géppuskás osztag parancsnokaként esett el a győzedelmes limanovai csatában.

## Élete

### Sportpályafutása
Lovag Arlow Gusztáv százados vívómesternél, a Budapesti Egyetemi Atlétikai Klubban kezdte sportpályafutását, majd 1896-1912 között a Magyar AC (MAC) egyesület sportolójaként járta a versenyeket. A MAC-ban Italo Santelli vívómester tanítványa lett. 1904-ben megnyeri a pécsi vívóversenyt. Szolgálati érdekből 1912-ben Pécsre helyezik. Ugyan ebben az évben tagja az országos bajnokságot nyert kardcsapatnak. 1912-től a Pécsi Atlétikai Club (PAC) színeiben vívott és oktatott.

#### Olimpiai játékok

##### 1908. évi nyári olimpiai játékok
Az Vívás az 1906. évi nyári olimpiai játékokon a császári parancs megakadályozta a magyar nemzeti részvételét. Az 1908. évi nyári olimpiai játékok vívó sportágában, a kard egyéni (az aranyérmes csapatnak nem volt tagja) versenyszámban a 4. helyet szerezte meg (13 győzelem).

### Katonai pályafutása
Huszártisztként szolgált a 10. Császári és Királyi huszárezredben. Részt vett az első világháború küzdelmeiben és a limanovai csatatéren vesztette életét.